# Aphnaeus erna
Aphnaeus erna är en fjärilsart som beskrevs av Otto Staudinger 1888. Aphnaeus erna ingår i släktet Aphnaeus och familjen juvelvingar. Inga underarter finns listade i Catalogue of Life.